# Konnivesi
Der Konnivesi ist ein finnischer See bei Heinola und Iitti. 
Seine Fläche ist ca. 50 km². 
Die Höhe über dem Meeresspiegel beträgt etwa 77 Meter. 
Die Uferlänge des Sees erstreckt sich über 300 km. 
Der Konnivesi ist durchschnittlich 14 Meter tief. 
Seine größte Tiefe beträgt 51 Meter. 
Seine maximale Länge beträgt ca. 20 km.
Im Südwesten hat er eine Verbindung über den ehemals für die Flößerei wichtigen Kimola-Kanal zum See Pyhäjärvi. 
Den Hauptabfluss bildet aber weiterhin der eigentliche Flusslauf des Kymijoki.  